# Katarina Čas

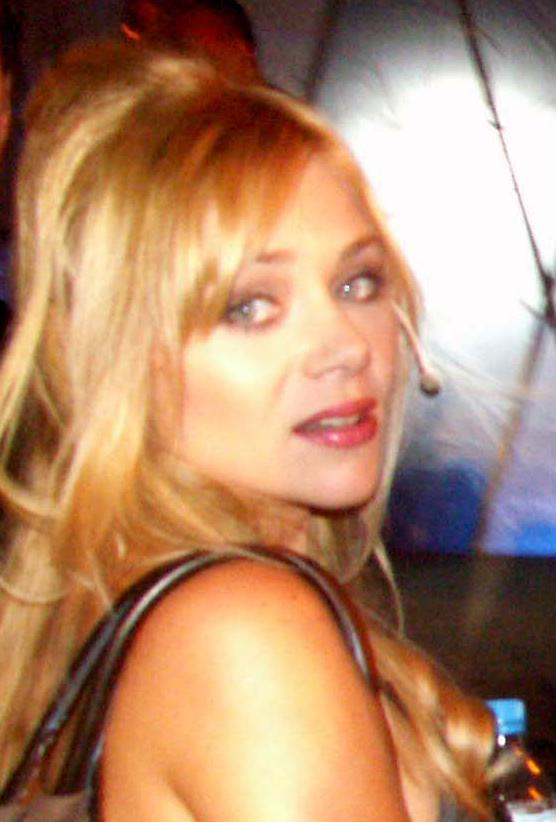
Katarina Čas (2006)

Katarina Čas (* 23. September 1976 in Slovenj Gradec) ist eine slowenische Schauspielerin und Fernsehmoderatorin.

## Leben
Čas war ab Ende der 1980er Jahre in Werbespots und kleineren Fernsehproduktionen zu sehen. Ab 1997 moderierte sie die Musiksendung Atlantis auf Kanal A. Ab dem Jahr 2005 moderierte sie die Musiksendung Aritmija auf RTV Slovenija.
2011 erhielt sie eine Rolle im Film The Guard – Ein Ire sieht schwarz. Im Jahr 2013 trat sie in Martin Scorseses The Wolf of Wall Street auf. 2019 war sie in der Fernsehserie Berlin Station zu sehen.
Nach einer Filmrolle, in der sie singen durfte, startete sie 2019 unter der Bezeichnung K.A.T. zum Spaß ein Musikprojekt. Bei einem slowenischen Label produzierte sie mit anderen Musikern mehrere Lieder und Musikvideos.

## Filmografie (Auswahl)
- 2000: V petek zvecer
- 2008: Reality
- 2011: Pod sretnom zvijezdom (Fernsehserie, 71 Episoden)
- 2011: The Guard – Ein Ire sieht schwarz (The Guard)
- 2013: New Tricks – Die Krimispezialisten (New Tricks, Fernsehserie, Episode 10x07 Things Can Only Get Better)
- 2013: The Wolf of Wall Street
- 2015: Bicemo prvaci sveta
- 2015: Mr. Collins’ zweiter Frühling (Danny Collins)
- 2015: Silent Witness (Fernsehserie, Episode 18x07 Squaring the Circle: Part 1)
- 2015: Death in Paradise (Fernsehserie, Episode 4x03 Damned If You Do...)
- 2016: The Rift
- 2018: Terminal – Rache war nie schöner (Terminal)
- 2018: Rubirosa 2
- 2018: Rubirosa 3
- 2018: Rubirosa (Fernsehserie, 3 Episoden)
- 2018: A Christmas Prince: The Royal Wedding
- 2019: Wild Bill (Fernsehserie, Episode 1x05 You're Stupid Enough to Say That to A Copper?)
- 2019: Berlin Station (Fernsehserie, 9 Episoden)
- 2019: Jaz sem Frenk
- 2019: Paradise – Una nuova vita
- 2021: Primeri inspektorja Vrenka (Fernsehserie, 6 Episoden)
- 2021: Besa (Fernsehserie, 5 Episoden)
- seit 2021: Ja, Chef (Fernsehserie)
- 2022: Gajin svet 2
- 2023: Jack Ryan (Fernsehserie, Episode 3x04 Bethesda)
- 2024: Pa Tako Lep Dan Je Bil